# Sluier (kleding)

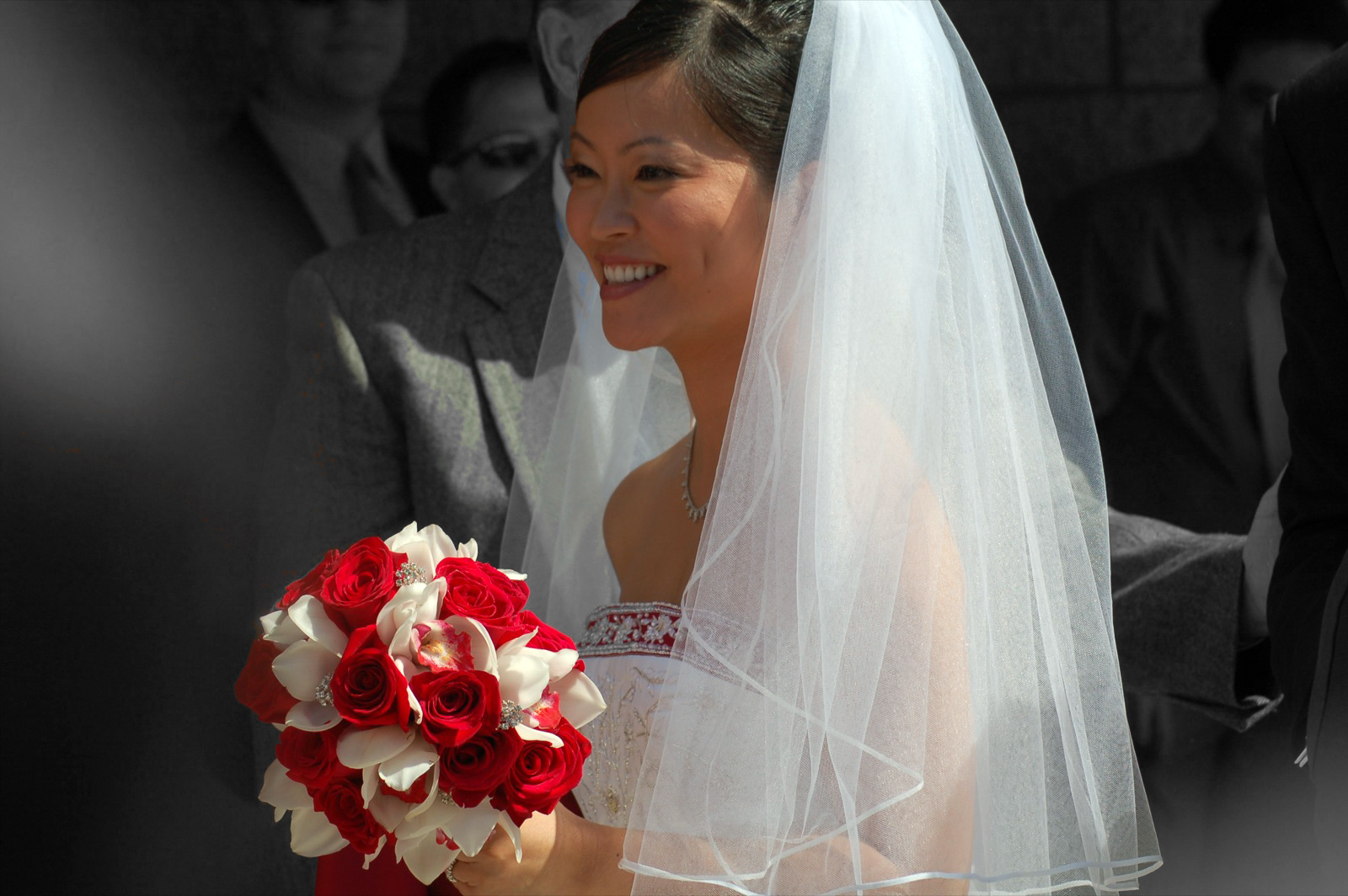
Een bruid met sluier en bruidsboeket

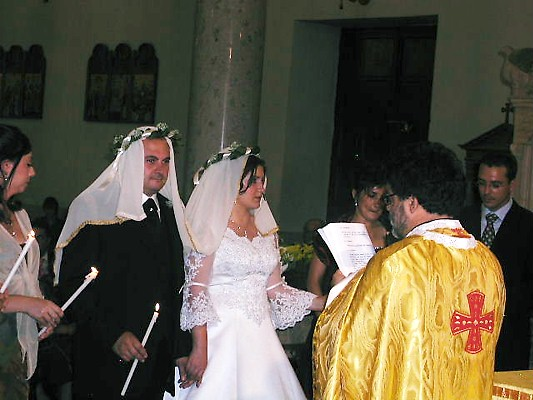
Ook mannen kunnen een sluier dragen

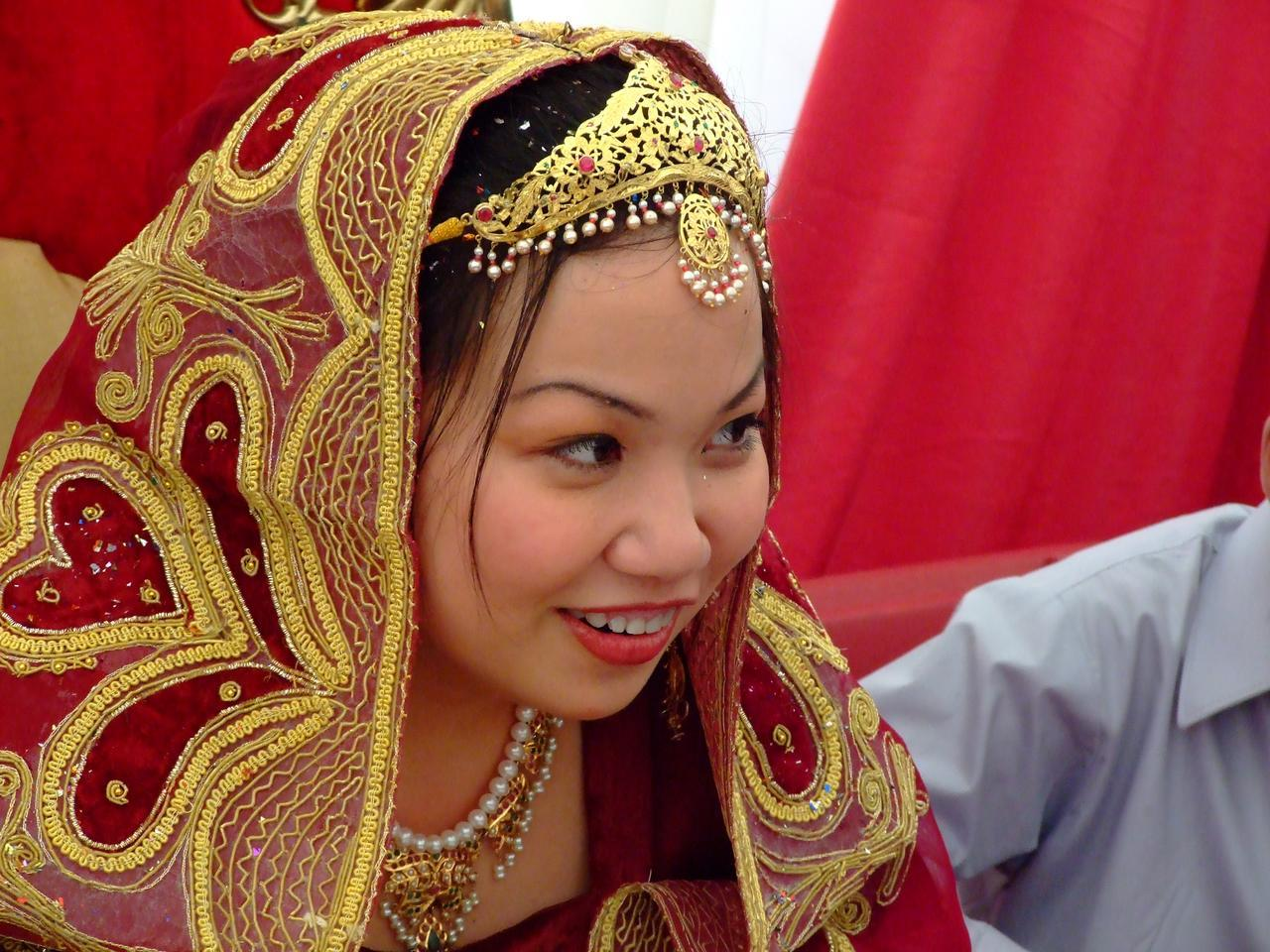
Een bruid met sluier en diadeem in India

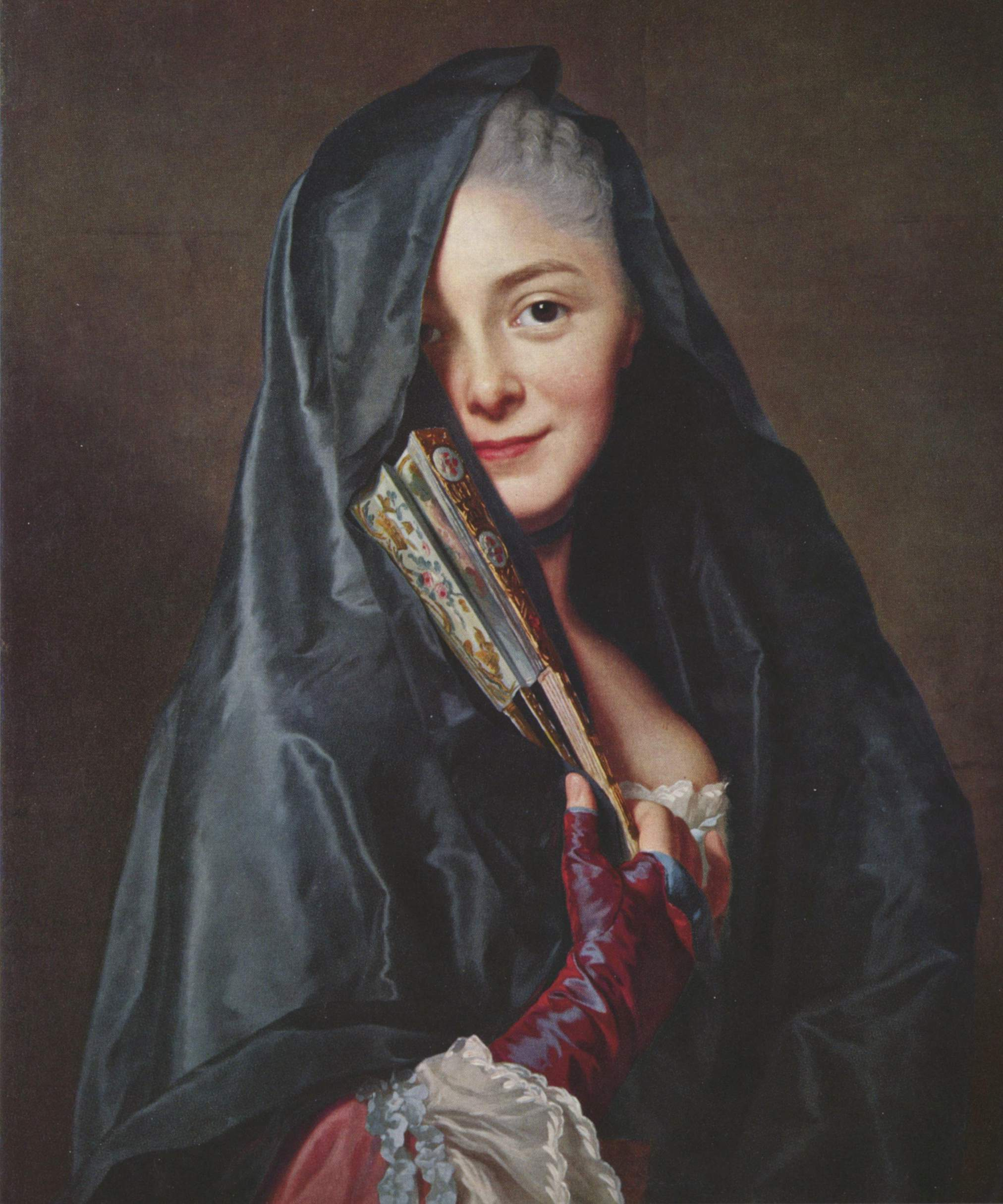
Gesluierde vrouw door Alexander Roslin, 1768

Een sluier is een dunne doek die gebruikt wordt om het gezicht of een ander lichaamsdeel te bedekken.
Op bruiloften en begrafenissen wordt soms een sluier gedragen. Ook doet het dienst als ceremonieel gewaad voor vrouwen. Zo bestaat het gebruik dat vrouwen een mantilla dragen bij een pontificale audiëntie. Ook katholieke zusters dragen een sluier.

## Geschiedenis
De oudst bekende tekst over sluiers is de Midden-Assyrische wetten van rond 1300 v.Chr. waarin respectabele vrouwen verplicht worden een sluier te dragen, terwijl het prostituees en slavinnen juist verboden werd op straffe van vijftig slagen en het gieten van pek over het hoofd. Concubines werden daarbij beschouwd als eerbare vrouwen. De sluier maakte hier duidelijk aan mannen dat de gesluierde vrouw onder bescherming stond van een andere man, terwijl prostituees vogelvrij waren. Mogelijk was dit een reactie op de verslechterde positie van vrouwen in vergelijking met eerdere samenlevingen, mede door verpaupering in een steeds marktgerichtere economie. Elders in het Midden-Oosten vond het Assyrische voorbeeld weinig navolging.
In Griekenland werd de sluier in bepaalde poleis aanvankelijk slechts gedragen door aristocratische vrouwen, maar in de vijfde eeuw v.Chr. werden respectabele vrouwen geacht gesluierd over straat te gaan. De sluier werd daarmee een verlenging van de oikos, het huishouden waartoe de vrouwen grotendeels beperkt waren. De sluier maakte dat vrouwen toch buitenshuis konden komen.

## Symboliek
In de iconografie is een sluier het symbool van de kuisheid. In beeldhouwwerken van gotische kerken eveneens.
Volgens het volksgeloof droeg de bruid een sluier om zich onherkenbaar te maken voor eventuele bruidrovers.

## Voorbeelden van sluiers

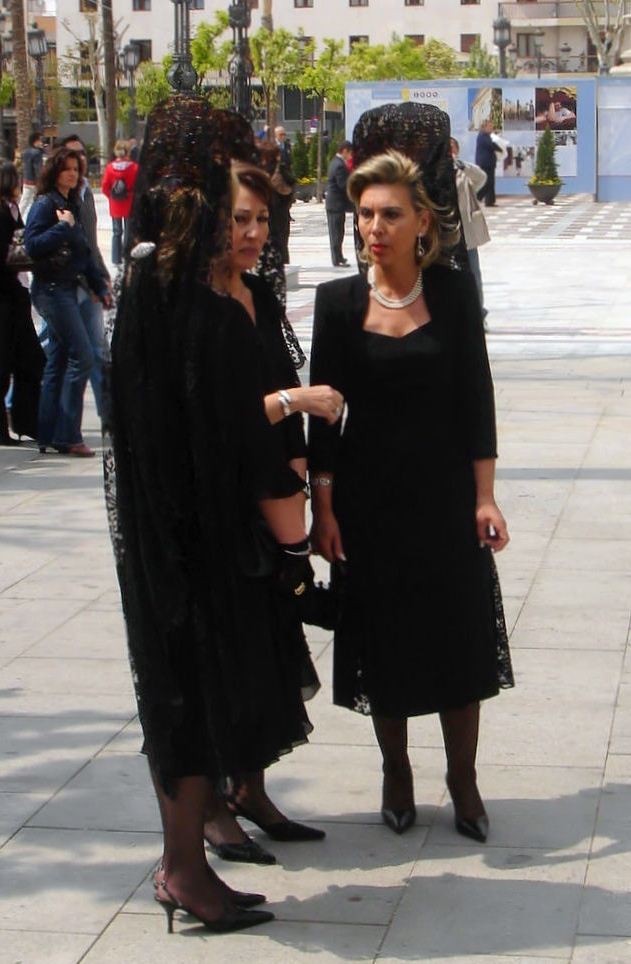
Katholieke vrouwen die een Spaanse sluier, de mantilla, dragen
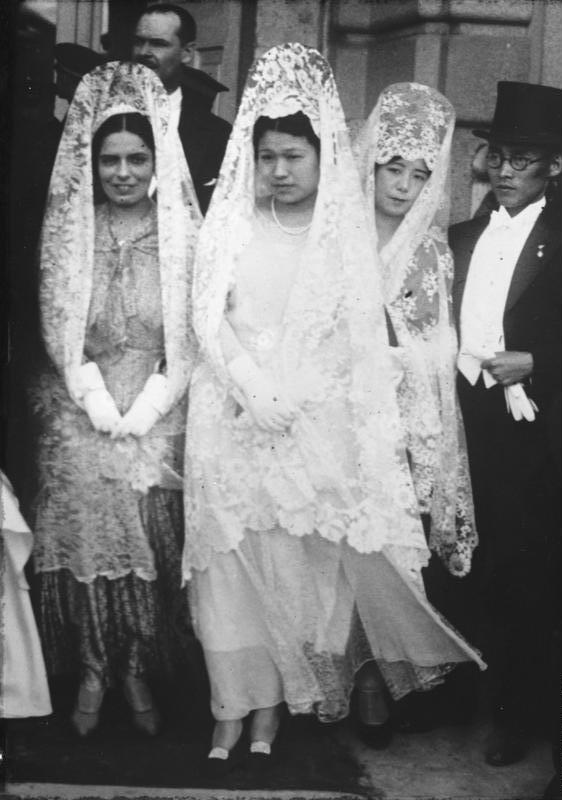
De mantille, 1932
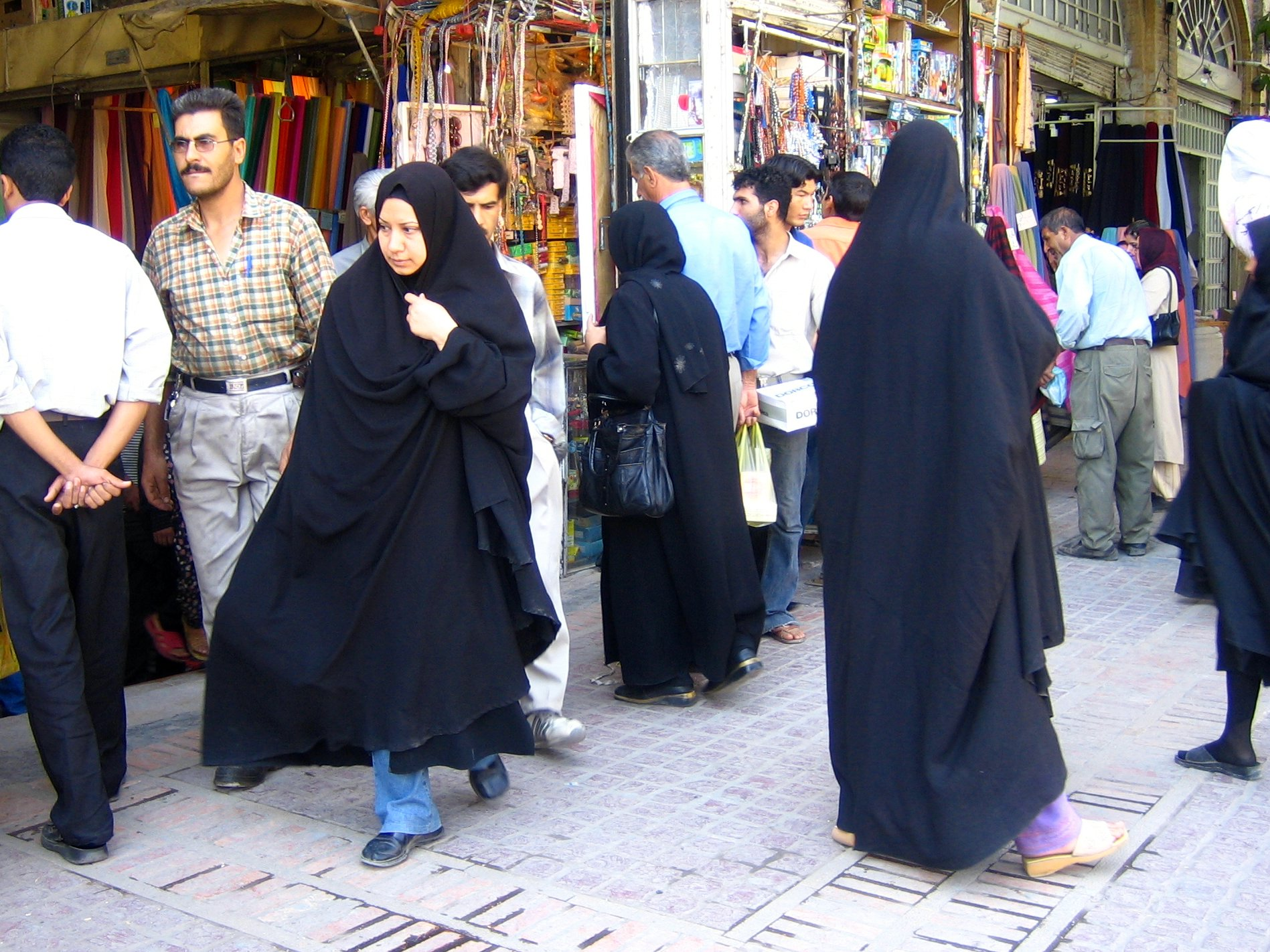
Moslimvrouwen in Shiraz met chador
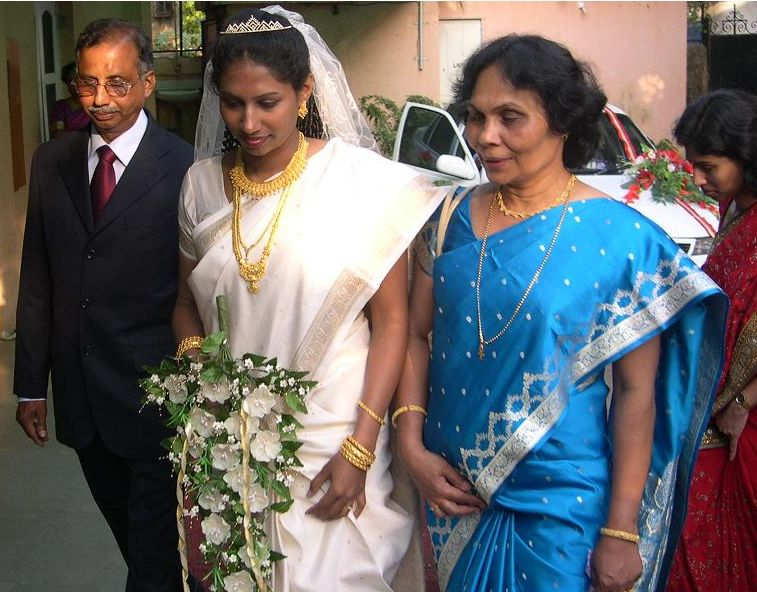
Indiase bruid in sari met sluier, diadeem en bruidsboeket
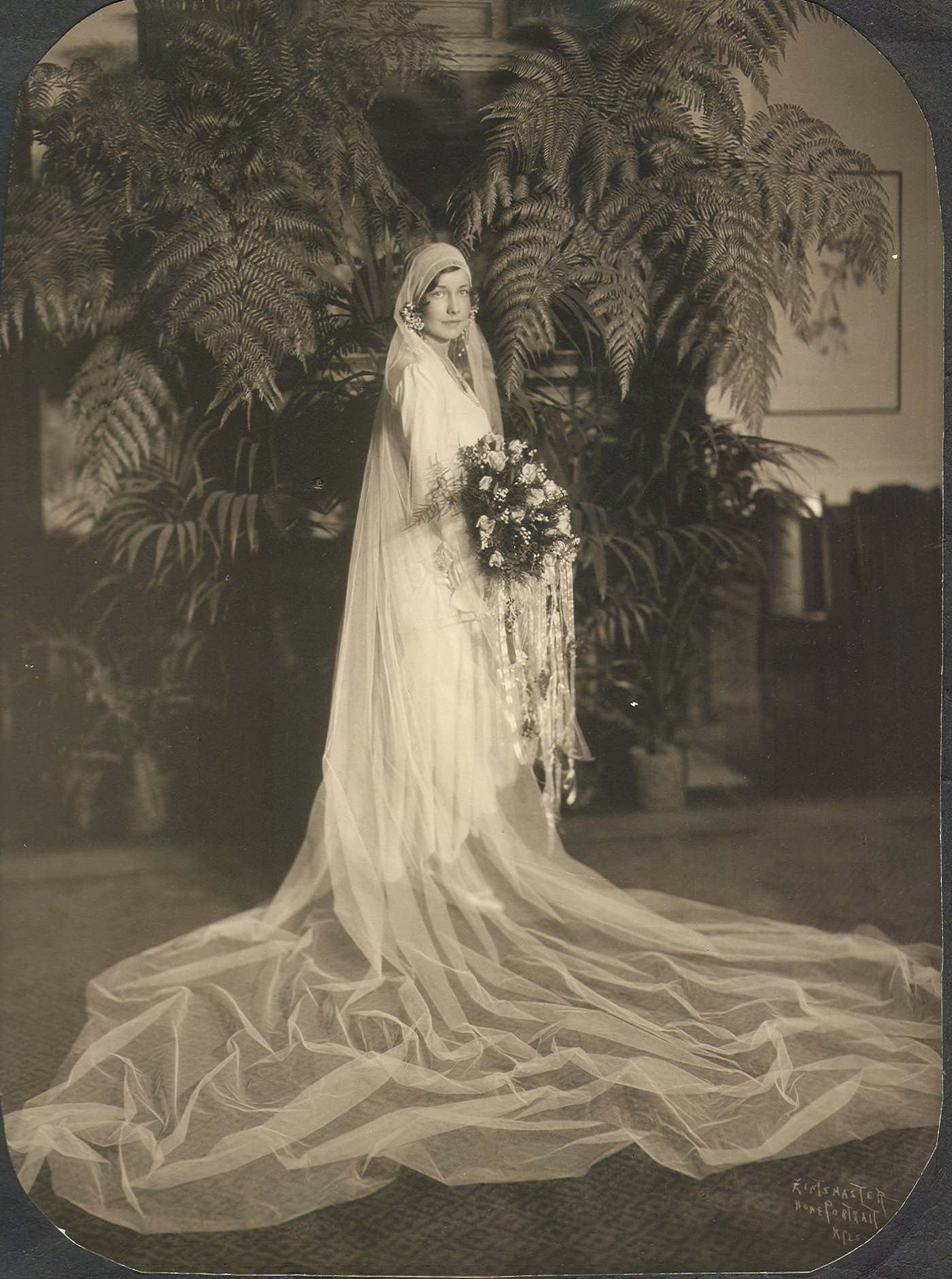
Een gesluierde bruid uit 1929
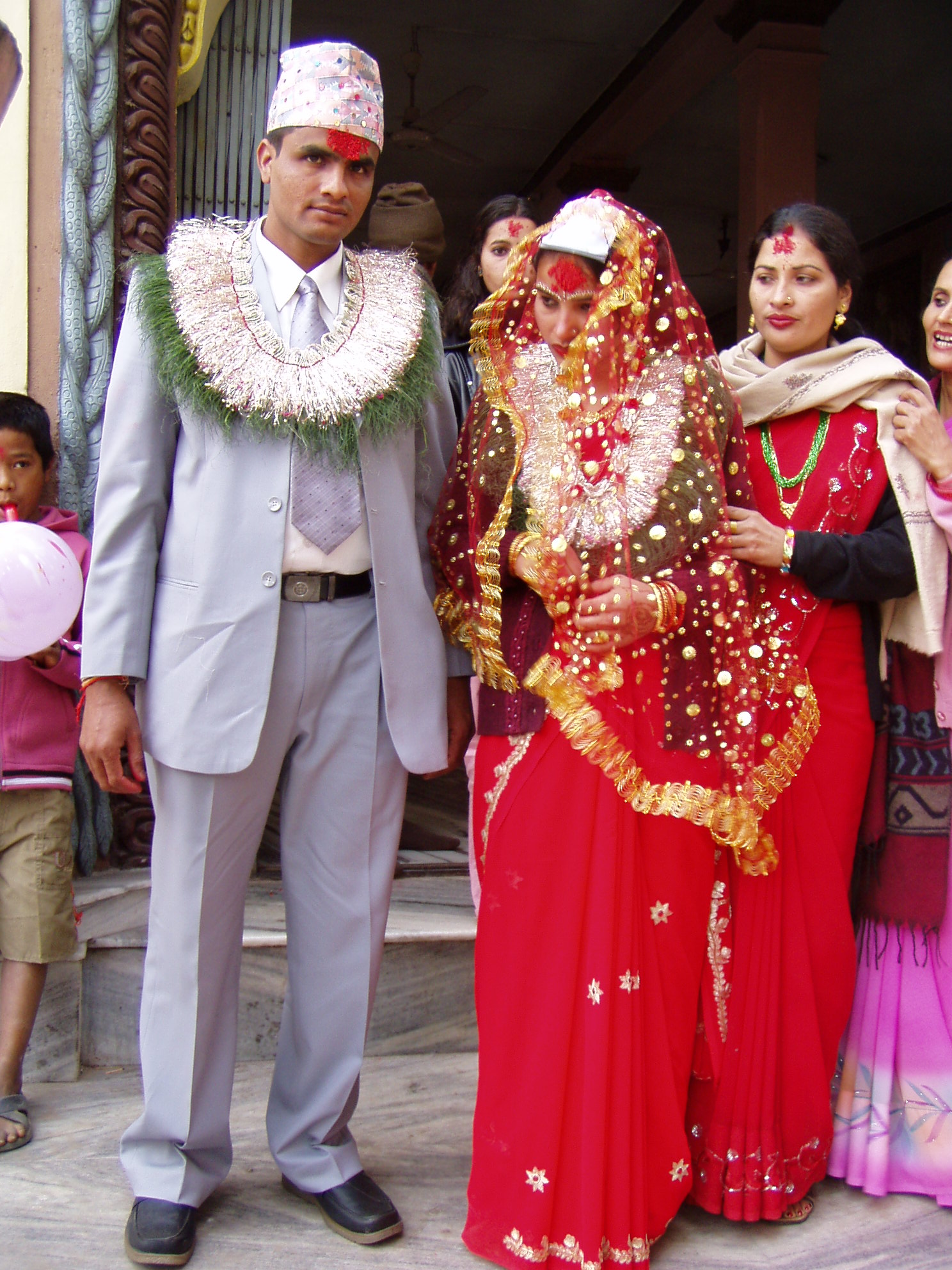
Een hindoeïstische bruid met sluier in Nepal
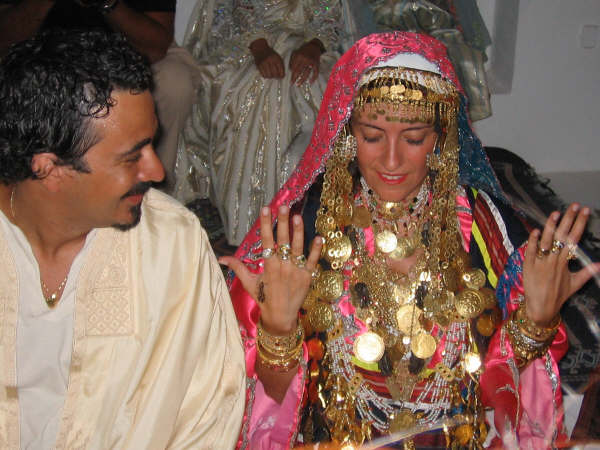
Een gesluierde bruid in Tunesië
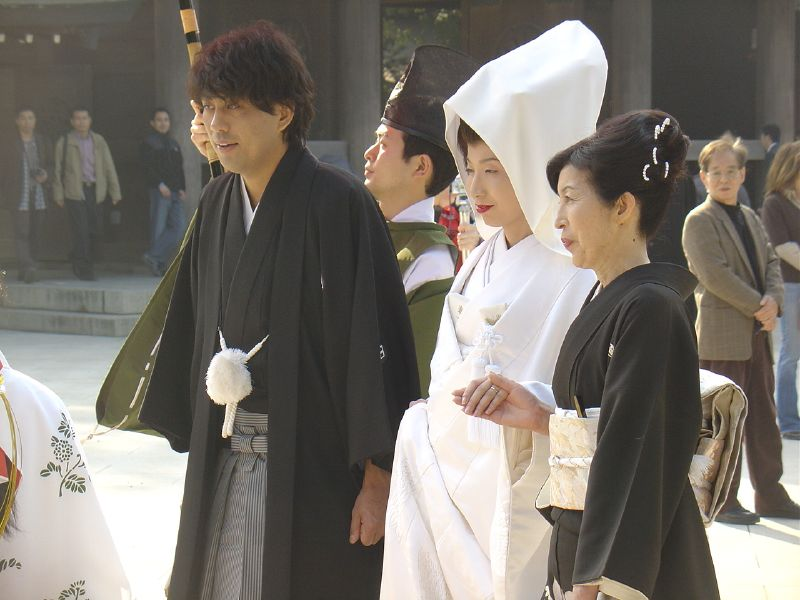
Bruid tijdens een shinto-huwelijk in Japan
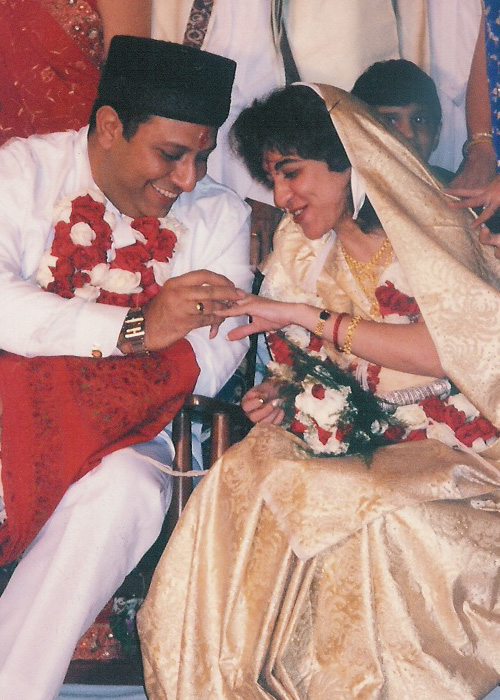
Een gesluierde Parsi-bruid tijdens het uitwisselen van de ringen
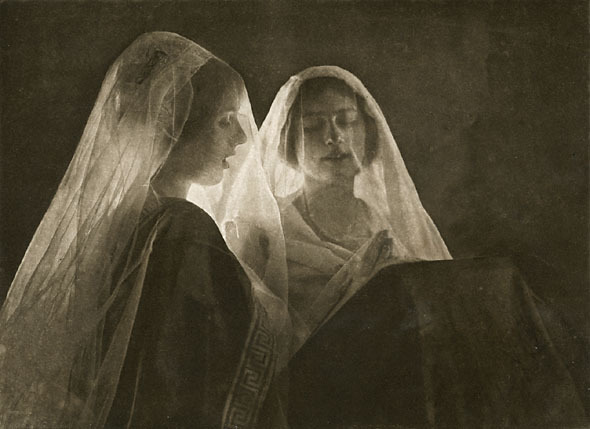
Constant Puyo: gesluierde vrouw, ca. 1900
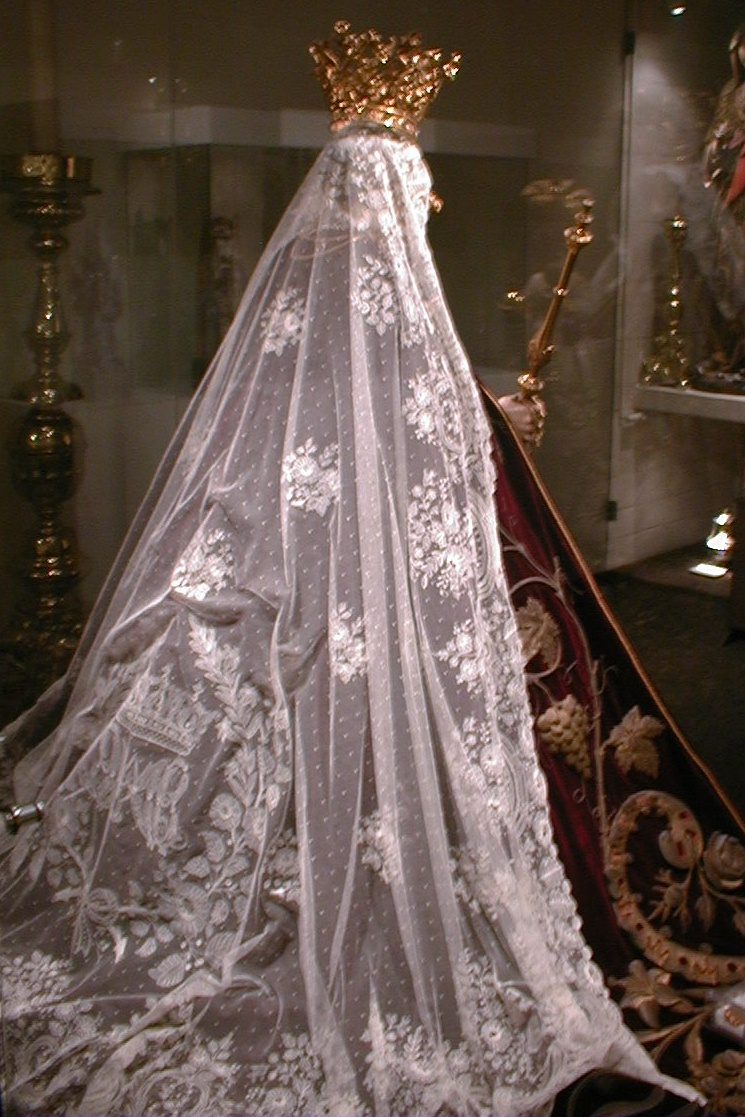
Kanten sluier op een Onze-Lieve-Vrouwebeeld

## Trivia
- In het Oudgrieks betekent νύμφη (nimf): bruid, gesluierd.